# S/2004 S 3
S/2004 S 3 je  začasna oznaka za nepotrjeni Saturnov naravni satelit, ki se nahaja na zunanjem robu obroča F.
Opazil ga je Carl Murray 21. junija 2004 na posnetku, ki ga je naredila sonda Cassini-Huygens . Odkritje je bilo objavljeno 9. septembra 2004 .
Kljub kasnejšim poskusom, da bi posneli luno še enkrat, jim to ni uspelo. Zaradi tega predvidevajo, da je bil to samo oblak prahu, ki je počasi razpadel.
Pet ur pozneje so opazili drugi podoben objekt S/2004 S 4, ki se je pa nahajal znotraj obroča F. Ta je dobil drugo začasno oznako, čeprav je možno, da je to bil isti objekt. 
S/2004 S 3 ima premer med 3 in 5 km (ocenjeno na podlagi svetlosti). Verjetno je pastirski satelit za zunanji rob obroča F.